# Механотаксис
Механотаксис, також відомий як дуротаксис, — направлений рух клітини або її відростка (наприклад, аксону) в напрямку або проти градієнту жорсткості. Градієнти жорсткості часто присутні в біоматеріалах, на яких мешкають клітини, та звичайно з'являються як наслідок кількості перехресних з'вязків в полімерному матеріалі.